# Chronovélo
Chronovélo est un réseau express vélo desservant plusieurs communes de Grenoble-Alpes Métropole.

## Historique
Ce projet a fait l’objet d’une concertation entre 2015 et 2017 auprès des habitants de l'agglomération. C'est la première fois en France qu'une identité graphique est créée pour un réseau cyclable. Une section expérimentale de 400 mètres avait été mise en place le long de l’avenue des Jeux Olympiques à Grenoble durant l'hiver 2016-2017.

## Réseau

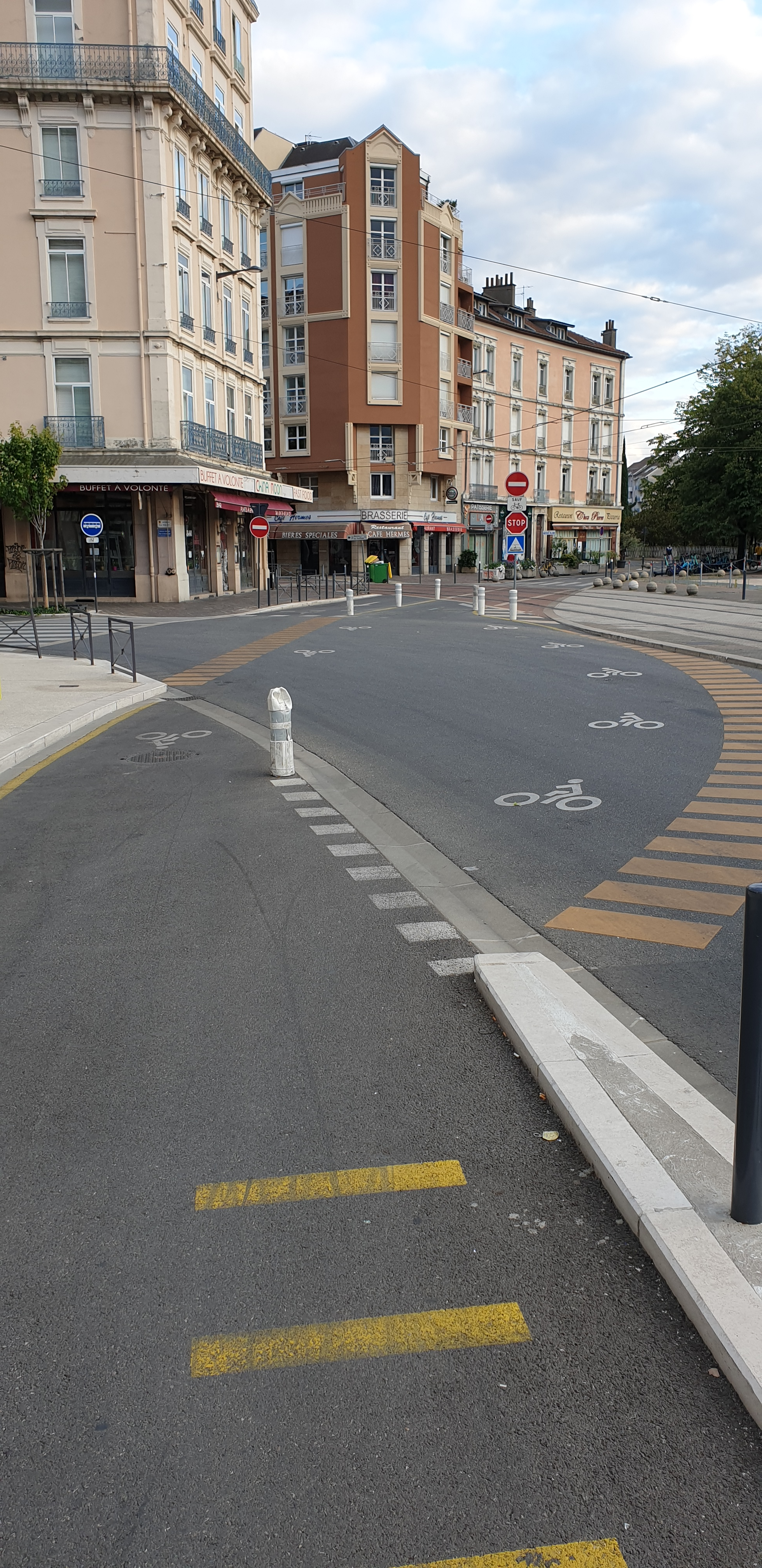
Chronovélo, près de la Gare

En 2025, le réseau Chronovélo compte quatre axes principaux et 40 km de pistes cyclables. Ce réseau représente un budget de 30 millions d’euros pour Grenoble-Alpes Métropole. Dix-huit stations figurent dans ce réseau qui comprennent chacune un plan, un banc et un dispositif de gonflage de pneus,.
Les quatre grandes de ce réseau sont :
- La chronovélo 1 (Meylan - Fontaine), reliant l'est et l'ouest de l'agglomération, c'est l’une des plus empruntées mais en attente de prolongation dans sa partie ouest (au niveau du Cours Berriat);
- La chronovélo 2 (Saint-Égrève - campus - Gières), reliant le campus univesitaires par les quais, elle en cours d'achèvement (au niveau de Saint-Égrève);
- La chronovélo 3 (de Grenoble à Vizille), un axe nord-sud dont la partie centrale est achevée (entre Le Pont-de-Claix et Champagnier);
- La chronovélo 4 (Grenoble centre - Eybens) par l’avenue Jean-Perrot en cours d'aménagement.

Selon le site de Grenoble-Alpes métropole, le réseau Chronovélo comportera, à terme, huit lignes (6 radiales et 2 circulaires), qui devront relier à terme 22 communes de l'agglomération.

## Signalétique et description
La signalétique est spécifique pour ce type de voie dans l'agglomération grenobloise afin de mieux différencier les espaces dédiés aux piétons, aux cyclistes et aux automobilistes. Au niveau de la chaussée, la piste est délimitée par de longues bandes de peinture jaune, rétro-réfléchissantes pour faciliter les trajets nocturnes. La ligne médiane de la voie se présente avec deux points jaunes, suivi d’un trait bleu et d’un nouveau point jaune. Les passages piétons se présentent sous la forme de larges bandes bleues et les traversées routières, par des multiples bandes jaunes.

## Polémiques
Afin de prolonger (et de terminer) l'axe chronovélo 1, la  Métropole et la Ville de Grenoble ont pris la décision d'aménager une partie du cours Berriat en piste cyclable, entraînant une vive inquiétude de la part des trois unions de quartiers et de certains commerçants qui redoutent une baisse de la fréquentation de leurs commerces. Le chantier aura également un impact non négligeable sur la circulation du secteur, le calendrier des travaux annoncé par la ville prévoit un chantier de 21 mois environ avec un début de travaux pour mars 2025. La partie des travaux concernant le passage sous le pont de chemin de fer a toutefois été reportée, cette décision ayant entrainé de fortes critiques de la part de l'ADTC qui défend les modes de déplacements doux.